# Leptocera trifascigera
Leptocera trifascigera är en tvåvingeart som beskrevs av Malloch 1928. Leptocera trifascigera ingår i släktet Leptocera och familjen hoppflugor. Inga underarter finns listade i Catalogue of Life.